# Ez még nem a Pokol / Landed In Your Hell
Az Ez még nem a Pokol / Landed In Your Hell a Mobilmánia együttes első dupla stúdiólemeze, amely a zenekar 10 éves születésnapja alkalmából jelent meg. A kiadvány tulajdonképpen egy remake anyag, hisz az elmúlt 10 év legnagyobb slágereit, az együttes akkori felállása újra felvette.
Ugyanakkor ez az első olyan Mobilmánia kiadvány, ahol angol nyelvű dalok is szerepelnek, hisz a második CD-n 14 dal angol nyelvű változata kap helyet. Ebben óriási szerepe volt, a banda akkori énekesének, az évekig Nagy-Britanniában élő Gamsz Árpádnak. Továbbá ez az utolsó olyan  stúdióanyag, amin Kispál Balázs is gitározik.
A lemez, az előző albumhoz hasonlóan, a szolnoki Denevér Stúdióban készült.

## Az album dalai

### Ez még nem a Pokol (magyar)
1. Ez a mánia (2008)
2. Tűz a folyón (2008)
3. Még ne búcsúzz el (2008)
4. Mint jó napokban (2008)
5. Messziről jövünk (2008)
6. Vagyunk és maradunk még (2010)
7. A félelem (2010)
8. Se kártyák, se csillagok (2010)
9. Hajnalban hazafelé (2010)
10. Az út legyen veled (2010)
11. Fénypokol (2014)
12. Az ördög itt belebukott (2014)
13. Bárhová magaddal viszel (2014)
14. Megvagyunk még (2017)
15. Szárnyad voltam (2017)
16. Segíts, hogy úgy legyen (2017)
17. Egy sose halott dalban (2017)
18. Nincs szivárvány (2017)

### Landed in your Hell (angol)
1. We'll Ever Climb (Megvagyunk még)
2. Black Flames (Angyal vagy démon)
3. Wings (Szárnyad voltam)
4. I Am Torn (Nem vagyok szikla)
5. Vagabond (Az ördög itt belebukott)
6. Keep The Flame Alight (Mindig lesz még egy rock n'roll)
7. Forgotten Melody (Egy sose halott dalban)
8. Hate Me (Rajtam csak szeretet győz)
9. Wrecked In The Storm (Elveszett hajók)
10. Highway Lights (Fénypokol)
11. Liar (Ha éppen ez a dal volna)
12. Landed In Your Hell (Ez még nem a Pokol)
13. This Fever Burns (Ez a mánia)
14. Dreams in Disguise (Nincs szivárvány)

## Közreműködők
- Gamsz Árpád - ének, vokál, gitár, akusztikus gitárok
- Zeffer András - billentyűs hangszerek, ének, vokál
- Kékesi László - basszusgitár, ének, vokál
- Donászy Tibor - dob, ütőhangszerek
- Vikidál Gyula - ének (Ez a mánia, Még ne búcsúzz el, Az ördög itt belebukott, Segíts, hogy úgy legyen )
- Kispál Balázs - gitár
- Nusser Ernő - gitár
- Szentkirályi János - gitár (A félelem, Se kártyák, se csillagok)

- Horváth Attila - dalszövegek